# Arturo de Jesús Correa Toro

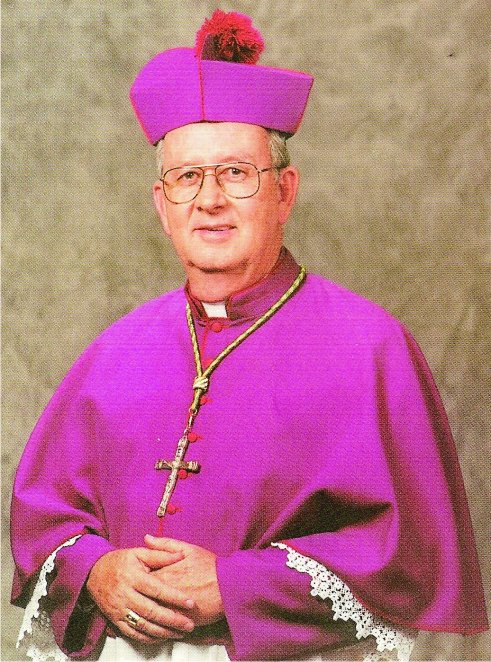
Arturo de Jesús Correa Toro (2016)

Arturo de Jesús Correa Toro (* 26. April 1941 in Ituango, Antioquia; † 26. Mai 2021 in Pasto, Nariño) war ein kolumbianischer Geistlicher und römisch-katholischer Bischof von Ipiales.

## Leben
Arturo de Jesús Correa Toro besuchte die Kleinen Seminare in Santa Rosa de Osos und Santa Fe de Antioquia. Anschließend studierte Correa Toro Philosophie und Katholische Theologie am nationalen Priesterseminar Cristo Sacerdote in La Ceja. Zudem absolvierte er einen Kurs am Pastoralinstitut des Lateinamerikanischen Bischofsrats (CELAM) in Quito. Er empfing am 22. Oktober 1967 in Medellín das Sakrament der Priesterweihe für das Bistum Jericó.
Correa Toro war zunächst als Pfarrvikar in Pueblorrico, Jardín und Concordia tätig, bevor er als Fidei-Donum-Priester nach Honduras entsandt wurde. Dort wirkte er von 1972 bis 1982 im Bistum San Pedro Sula. Nach der Rückkehr in seine Heimat war Arturo de Jesús Correa Toro Pfarradministrator der Pfarreien San Juan Evangelista in Salgar, San Pablo de Tarso in Tarso und San Antonio in Támesis. Zudem war er von 1982 bis 1990 als Direktor für die Missionsarbeit im Bistum Jericó verantwortlich. 1990 wurde Arturo de Jesús Correa Toro bischöflicher Delegat für die Laienpastoral. Ab 1992 war Correa Toro Pfarrer der Pfarrei La Inmaculada Concepción in Ciudad Bolívar und Dechant sowie Mitglied des Priesterrats und des Konsultorenkollegiums des Bistums Jericó.
Papst Johannes Paul II. ernannte ihn am 29. Januar 2000 zum Bischof von Ipiales. Die Bischofsweihe spendete ihm der Bischof von Jericó, Augusto Aristizábal Ospina, am 20. März desselben Jahres in der Kathedrale Nuestra Señora de las Mercedes in Jericó; Mitkonsekratoren waren Gustavo Martínez Frías, Erzbischof von Nueva Pamplona, und Alberto Giraldo Jaramillo PSS, Erzbischof von Medellín. Sein Wahlspruch Un solo cuerpo y un solo espíritu („Ein Leib und ein Geist“) stammt aus Eph 4,4 .
Am 3. Februar 2018 nahm Papst Franziskus seinen altersbedingten Rücktritt an.
Arturo de Jesús Correa Toro starb einen Monat nach seinem 80. Geburtstag im Hospital San Pedro in Pasto an den Folgen von COVID-19. Seine Urne wurde am 31. Mai 2021 im Santuario de Las Lajas beigesetzt.